# Tommy McLean
Thomas „Tommy” McLean (ur. 2 czerwca 1947, Larkhall, Szkocja) – szkocki piłkarz i trener.

## Kariera
McLean grał na pozycji pomocnika. Rozpoczął profesjonalną piłkarską karierę w roku 1964, w klubie Kilmarnock F.C. W barwach tego klubu rozegrał 216 spotkań i strzelił 48 bramek. W tym klubie grał przez 7 lat.
W 1971 roku został sprzedany do Rangers F.C. za 65 000 funtów. W barwach klubu z Glasgow grał do 1982, rozegrał 300 spotkań i strzelił 35 goli. Zdobył 3 razy mistrzostwo Szkocji, 4 razy Puchar Szkocji, 3 razy Puchar Ligi Szkockiej.
W reprezentacji Szkocji rozegrał 6 meczów i strzelił 1 bramkę.